# پرثویل
پرثویل (انگلیسی: Perthville) یک شهر کوچک در نیو ساوت ولز است. این شهر درمنطقه مرکزی شهر نیو ساوت واقع شده‌است. این شهر در طول زمان به علت بهبود جاده‌ها در حومه آن رشد کرده‌است. ایستگاه راه‌آهن پرثویل اکنون بسته‌است، این شهر شامل یک صومعه بزرگ از خواهران مریم مقدس  سنت جوزف است که در سال ۱۸۷۲ تاسیس‌شده. این بنیاد شامل یک مدرسه شبانه‌روزی دخترانه می‌باشد. کلیسای متحد همچنین محل دیدار در مرکز شهر است. بازیکن کریکت برایان بوت در سال ۱۹۳۳ در پرثویل به دنیا آمده‌است.